# Nick Ward (Fußballspieler)
Nicholas „Nick“ Ward (* 24. März 1985 in Perth) ist ein australischer Fußballspieler. Der Mittelfeldspieler steht seit 2013 in der A-League bei den Newcastle Jets unter Vertrag.

## Vereinskarriere
Ward spielte bereits als Teenager für ECU Joondalup in der Western Australia Premier League, der höchsten Spielklasse des Bundesstaates Western Australia. Nach einem Jahr am Australian Institute of Sport wurde er von Perth Glory verpflichtet und kam in deren Meistersaison zu zwei Einsätzen.
Nach einem Gastspiel bei den Stirling Lions kehrte er zu Perth Glory zurück, um in der neu gegründeten Profiliga A-League zu spielen. In der Premierensaison absolvierte er alle 21 Saisonspiele mit Perth und erzielte dabei fünf Treffer. Dies brachte dem 20-jährigen die Auszeichnung zum „Young Player of the Year“ ein. Nach der Saison absolvierte er einige Probetrainings bei unterklassigen englischen Mannschaften und unterschrieb schließlich einen Vertrag beim Zweitligisten Queens Park Rangers.
Anfang Dezember 2007 wurde sein Vertrag nach 20 Ligaeinsätzen und einer Leihzeit beim Drittligisten Brighton & Hove Albion in gegenseitigem Einvernehmen wieder aufgelöst. Ward kehrte nach Australien zurück und schloss sich noch im Dezember Melbourne Victory an. Von Melbourne erhielt er zur Spielzeit 2008/09 einen Zwei-Jahres-Vertrag als Junior Marquee player. Durch einen 1:0-Erfolg im Meisterschaftsfinale gegen Adelaide United gewann er 2009 seinen zweiten australischen Meistertitel. Auch ein Jahr später erreichte Ward mit Melbourne das Meisterschaftsfinale, das gegen den Erzrivalen Sydney FC mit 2:4 nach Elfmeterschießen verloren ging. Obwohl Ward auch anschließend während der Gruppenphase der AFC Champions League 2010 zur Stammmannschaft zählte und als einziger Spieler in allen sechs Partien von Beginn an spielte, hatte Trainer Ernie Merrick wenige Monate später zur Saison 2010/11 keine Verwendung mehr für den Mittelfeldakteur. Ward wechselte daher Ende August 2010 zum neuseeländischen Ligakonkurrenten Wellington Phoenix.
Im Juli 2011 wurde er für drei Monate nach Griechenland zu Iraklis Saloniki verliehen.
Im Sommer 2012 verließ er Wellington und wechselte an die australische Westküste zu Perth Glory. Nach einer Saison in Perth wechselte er zur Saison 2013/14 zu den Newcastle Jets.

## Nationalmannschaft
Ward nahm 2005 mit der australischen U-20-Auswahl an der Junioren-WM in den Niederlanden teil. Beim Vorrundenaus seines Teams erzielte er beim 1:1-Unentschieden im Auftaktspiel gegen den Benin einen von lediglich zwei australischen Treffer. Zwischen 2007 und 2008 kam der Mittelfeldspieler regelmäßig in der Olympiaauswahl zum Einsatz, fand aber im 18-köpfigen Aufgebot für die Olympischen Spiele 2008 in China bei Trainer Graham Arnold keine Berücksichtigung.

## Erfolge
auf Vereinsebene:
- Australischer Meister: 2003/04, 2008/09
- A-League Premiership: 2008/09

Individuell:
- A-League Young Player of the Year: 2005/06